# کانگورو (فیلم ۲۰۰۷)
«کانگورو» (انگلیسی: Kangaroo) یک فیلم است که در سال ۲۰۰۷ منتشر شد.